# Scrippsia pacifica
Scrippsia pacifica Torrey, 1909 è un scifomedusa appartenente alla famiglia Corynidae. Proviene dalla California, dove gli adulti sono molto comuni in estate. Essere toccati o sfiorati dai tentacoli di questa medusa può provocare gravi infiammazioni.